# 2568 Максутов
2568 Максутов (2568 Maksutov) — астероїд головного поясу, відкритий 13 квітня 1980 року.
Тіссеранів параметр щодо Юпітера — 3,626.